# Moschea Atik Valide
La moschea dell'Atik Valide è una moschea imperiale ottomana situata a Istanbul, in Turchia.